# Drachenhauchloch
Das Drachenhauchloch (englisch Dragon's Breath Hole) ist eine Höhle in Namibia.
Die in den Otavibergen bei Grootfontein gelegene Höhle beherbergt den größten bekannten unterirdischen See der Welt. Er wurde 1986 auf der Farm Harasib durch die Transvaal Section der South African Speleological Association entdeckt und liegt 50–66 Meter unter der Erdoberfläche, ist verschiedenen Quellen nach 86, 100, 200 Meter oder gar 205 Meter tief und bedeckt eine Fläche von 2,61 ha. Neuesten wissenschaftlichen Messung aus dem Jahr 2023 nach, ist die Höhle etwa 254 Meter tief.
Unweit des Drachenhauchlochs befinden sich noch weitere Höhlen.